# Сироткин, Михаил Иванович
Михаил Иванович Сироткин (1901 — ?) — советский разведчик, псевдоним Семёнов.

## Биография
Родился в русской семье крестьян. В 1919 окончил Калужскую гимназию и в 1920 один курс архитектурно-строительного отделения техникума. В РККА с марта 1920, в том же году окончил полковую школу, с июля по сентябрь участвовал в Гражданской войны на Западном фронте. Являлся курсант школы запасного полка, командиром отделения, взвода, начальником отдела учёта заготовок особого продовольственного комитета 15-й армии до ноября 1920, переписчик, казначей 97-го стрелкового полка 11-й стрелковой дивизии до мая 1921, казначей отдельного полка Кронштадтской крепости, 4-го пограничного Кронштадтского полка, 30-го стрелкового полка 10-й стрелковой дивизии по август 1922, помощник заведующего хозяйством, командира роты, начальника пулемётной команды, адъютант батальона, заведующий разведкой 30-го стрелкового полка по октябрь 1924. Помощник начальника по оперативной части штаба 10-й стрелковой дивизии по октябрь 1926, штаба 28-го стрелкового полка той же дивизии по июль 1928, оперативной части штаба 11-й стрелковой дивизии по январь 1930, начальник 1-го отделения того же штаба по ноябрь того же года, начальник штаба 32-го стрелкового полка по май 1931. С 1927 по 1928 учился на КУКС по разведке при РУ штаба РККА, в 1929 окончил курсы лётчиков-наблюдателей. Кандидат в члены ВКП(б) с 1930. С мая 1931 по май 1934 обучался на Восточном факультете Военной академии имени М. В. Фрунзе. После окончания обучения до января 1935 находился в распоряжении РУ штаба РККА — РУ РККА, затем помощник начальника 7-го (японского) отделения, секретный уполномоченный 2-го (восточного) отдела до октября 1936, занимался информационной работой по Японской империи. Находился в распоряжении по июль 1938, стажировался (по обмену) в японской императорской армии, изучал японский язык. Начальник 7-го (агентурного японского) отделения 2-го отдела с июля по ноябрь 1938. 2 ноября 1938 уволен из РККА за «связь с врагами народа». Затем репрессирован, находился в заключении в ИТЛ. Освобождён и реабилитирован в 1955. По заданию руководства ГРУ написал работу о деятельности группы И. Р. Зорге в Японской империи: «Опыт организации и деятельности резидентуры «Рамзая»».